# 香港建築師學會年獎
香港建築師學會年獎由香港建築師學會舉辦，創辦於1965年，是香港一個主要建築獎項。
香港建築師學會年獎所有參賽作品皆為會員作品，其主要目的為鼓勵業內人士持續努力創新，提升設計水平，及讓香港市民欣賞優秀建築設計。
年獎共有4大獎項，包括全年建築大獎、優異獎、會長獎狀及會員香港境外作品獎。全年建築大獎及優異獎由建築費用2千萬港元或以上的參選作品競逐，其他作品按建築功能分為商業建築項目、社區建築項目、住宅建築項目及工業建築項目。會長獎狀則由建築費用低於2千萬港元的參選作品競逐。2001年起，大會增設主題建築獎，主要表揚能夠出色地實踐主題元素，對業界及社會作出特別貢獻的建築作品。

## 2006年
全年建築大獎
- 赤柱市政大廈，香港特別行政區政府建築署

會長獎狀
- 黃石公眾碼頭重建工程，何文堯建築師有限公司

優異獎
- 九龍塘教育資源中心暨公共運輸交匯處，香港特別行政區政府建築署
- 聖公會聖安德烈小學及聖公會聖瑪利亞堂莫慶堯中學，巴馬丹拿建築及工程師有限公司聯同香港特別行政區政府建築署

香港建築師學會優異獎
- 香港中文大學實驗室專門大樓，羅麥莊馬香港有限公司

境外作品獎
- 昆山世茂蝶湖灣會所，雅砌建築設計有限公司
- 昆明世博生態城INTEGER示範工程，歐華爾顧問有限公司/ IN的家中國有限公司
- 2006威尼斯國際建築雙年展 中國香港館「反之亦燃 城市越位」展覽，「反之亦燃 城市越位」 2006威尼斯雙年展參展團隊

主題建築獎 - 建築學研究
- 健康及安全為重點的公共屋邨生活質素研究，香港大學建築學院，建築藝術設計研究有限公司，建築設計及研究所有限公司
- 可持續發展公屋的微氣候研究，香港特別行政區政府房屋署建築及發展處

主題建築獎 - 文物建築
- 聖安德烈教堂，陳丙驊建築師有限公司

主題建築獎 – 都市設計
- 尖沙咀海濱美化工程，香港特別行政區建築署

## 外部連結
- 香港建築師學會周年年獎 (1965-2016)

## 資料來源
- 建築師學會年獎公布 赤柱市政大廈奪大獎 蘋果日報，2007年4月20日
- 香港建築師學會年獎 香港時尚雜誌 （页面存档备份，存于） tdctrade.com
- 香港建築師學會年獎 文匯報，2007年4月20日